# Arbia (torrente)
L'Arbia è un fiume che scorre in Toscana nei dintorni immediati di Siena, dando nome nell’omonima Valle.

## Percorso
Il torrente nasce alle pendici del Poggio della Macia Morta a poche centinaia di metri dall'acropoli etrusca di Salingolpe (circa 620), nel comune di Castellina in Chianti, nelle alture del Chianti. Attraversa un territorio di elevato interesse turistico e agricolo nel Chianti e nelle Crete senesi, per poi sfociare nel fiume Ombrone nei pressi di Buonconvento. Attraversa i comuni di Castellina in Chianti, Gaiole in Chianti, Castelnuovo Berardenga, Siena, Monteroni d'Arbia, Asciano e Buonconvento.
Il corso è torrentizio, con bassa portata in estate ed eventi di piena in inverno.
La popolazione ittica è consistente nel corso inferiore, con presenze di carpa, cavedano, carassio e pesce gatto mentre la parte alta che attraversa bellissime zone di interesse paesaggistico denota una forte diminuzione della presenza della trota fario.

## Affluenti
Affluenti del lato sinistro sono i corsi d'acqua del Massellone, l'Arbiola, la Malena e la Biena; affluenti del lato destro sono invece la Gora delle Taverne, il Bozzone, la Sorra, la Tressa e il Riluogo.

## Influenza culturale
Da notare come questo fiume sia importante in quanto citato da Dante Alighieri nell'Inferno della Divina Commedia, dove il sommo poeta immagina l'Arbia "colorata di rosso" dallo scempio dei fiorentini nella nota Battaglia di Montaperti, località vicina a Siena attraversata dal torrente.
che fece l'Arbia colorata in rosso,

tal orazion fa far nel nostro tempio.»
(Inferno X, 85)
Lo stesso fiume dà poi il nome a numerosi centri abitati lungo il suo corso: Monteroni d'Arbia (nel comune omonimo) , Isola d'Arbia (Siena), Ponte d'Arbia (Monteroni d'Arbia / Buonconvento), Vico d'Arbia (Siena),  Taverne d'Arbia (Siena) fino alla stessa Arbia (Asciano), piccola frazione di circa 1 500 abitanti, queste ultime due divise proprio dal corso del torrente che segna anche il confine tra il comune di Siena e il comune di Asciano.